# Forges et Chantiers de la Méditerranée
Forges et Chantiers de la Méditerranée (FCM) war eine bedeutende Schiffswerft und ein Rüstungshersteller in La Seyne-sur-Mer bei Toulon in Frankreich. Der Betrieb ist heute Teil des französischen Maschinenbauunternehmens CNIM.

## Geschichte

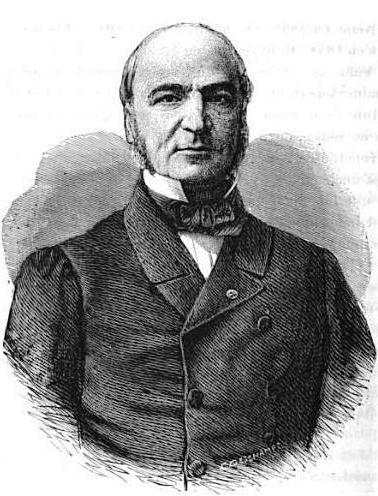
Louis Henri Armand Béhic

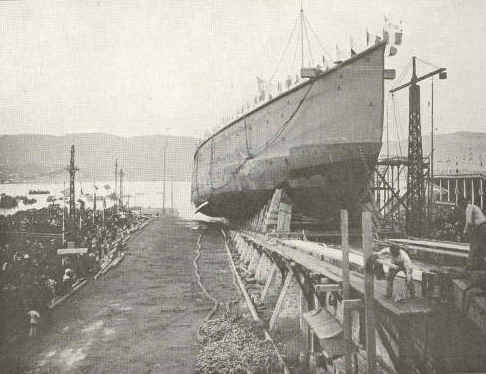
Stapellauf des Schlachtschiffs Voltaire bei der FCM, 1909

Im Jahre 1835 gründete der englische Ingenieur Philip Taylor eine Fabrik in Menpenti, Marseille, die Dampfmaschinen und Schiffsmotoren herstellte. 1845 kaufte er die Werft „Chantiers de la Seyne“ in La Seyne, die sich 1839 von Holz- auf Metallbau umgestellt hatte, und ließ den Betrieb in großem Stil erweitern. Von 1845 bis 1848 wuchs die Belegschaft von rund 200 auf 1300, die Geschäfte begünstigt unter anderem durch die Entwicklung der Binnenschifffahrt und der Dampfschifffahrt, das Wachstum des Mittelmeerhandels, die Industrialisierung Norditaliens, und die Eroberung und Kolonisierung Algeriens. Taylor überstand die Krise von 1848, und im Jahre 1853 gründete er die „Compagnie des Forges et Chantiers de la Méditerranée“, ein integriertes Schiffbauunternehmen, in dem er drei Firmen zusammenfasste: die „Forges de la Capelette“ in La Capelette (Marseilles), die Bleche und Rohre produzierte, seine Fabrik in Menpenti, die Dampfkessel und Motoren baute, und die „Chantiers de La Seyne“, die Schiffe baute.
1855 verkaufte Taylor die Gesellschaft an ein von Armand Béhic (1809–1891), dem damaligen Direktor der Reederei Services Messageries Imperiales, geführtes Konsortium, und im folgenden Jahr wurde sie in eine Aktiengesellschaft (Société Anonyme) mit einem Kapital von 4 Millionen Franken umgewandelt und in „Société Nouvelle des Forges et Chantiers de la Méditerranée“ umbenannt. Béhic blieb 35 Jahre lang an der Spitze der Gesellschaft.
Innerhalb weniger Jahre wurden Werkstätten zur Herstellung von Eisenpanzerung, Blechen und Kesseln eingerichtet und Exportaufträge für Kriegsschiffe nach Russland, Italien und Brasilien erfüllt. 1871 erwarb die Gesellschaft die Schiffsmaschinenfabrik “Cie Anonyme des Chantiers de l’Océan” der Gebrüder Mazeline in Le Havre, die damals bereits 920 Beschäftigte hatte, und ein Gelände in Graville-Sainte-Honorine, auf dem die Werft „Chantiers de Graville“ entstand. Neben dem Bau moderner Kriegsschiffe war die Gesellschaft auch stark an der Wiederbewaffnung der französischen Heeresartillerie in der Zeit vom Deutsch-Französischen Krieg bis zum Ersten Weltkrieg beteiligt, und ab 1917 wurden auch Panzer gebaut.
Im Zweiten Weltkrieg wurden die Anlagen mehrfach bombardiert und die Produktion dadurch unterbrochen. Die Modernisierung nach dem Ende des Kriegs konnte die 1959 einsetzende Werftenkrise und den starken Rückgang der Nachfrage nach Kriegsschiffen nicht neutralisieren. Die FCM ging am 1. Juli 1966 in Insolvenz.
Sie wurde von der Herlicq-Gruppe übernommen und umbenannt in „Constructions Navales et Industrielles de la Méditerranée“, der Name, aus dem die heutige Firmenbezeichnung „CNIM“ entstand. CNIM spezialisierte sich danach auf die Herstellung von Spezialschiffen wie Flüssigerdgas- und Erdöl-Tanker. Gleichzeitig wurde die Diversifikation in andere Geschäftsbereiche vorangetrieben. Im Jahr 1982 wurde „CNIM“ unter dem Namen „Constructions Industrielles de la Méditerranée“ neu firmiert und forcierte seitdem den Ausbau der Unternehmensbereiche Energie und Mechanisches Ingenieurwesen.

## Rüstungsprojekte
FCM war in viele Rüstungsprojekte des französischen Militärs eingebunden. Neben dem Schiffsbau und Projekten für die Marine nationale française wurden auch etliche Projekte für Landfahrzeuge durchgeführt.

### Schiffsbau

#### Von FCM gebaute Schiffe (Auswahl)
- Brasilianische Panzerkorvette Brasil (1865)
- Türkisches Panzerschiff Âsâr-ı Tevfik (1868)
- Niederländischer Monitor Schorpioen (1868)
- Französisches Panzerschiff Amiral Duperré (1876)
- Französisches Passagierschiff La Bourgogne (1885)
- Französisches Linienschiff Marceau (1887)
- Spanisches Linienschiff Pelayo (1888)
- Chilenisches Panzerschiff Capitán Prat (1889)
- Griechisches Panzerschiff Spetsai (1889)
- Griechisches Panzerschiff Psara (1890)
- Japanischer Geschützter Kreuzer Matsushima (1890)
- Japanischer Geschützter Kreuzer Itsukushima (1890)
- Französisches Linienschiff Jauréguiberry (1893)
- Russischer Geschützter Kreuzer Swetlana (1896)
- Französischer Geschützter Kreuzer Châteaurenault (1898)
- Französischer Panzerkreuzer Montcalm (1900)
- Russischer Panzerkreuzer Bajan (1900)
- Russisches Linienschiff Zessarewitsch (1902)
- Russischer Panzerkreuzer Admiral Makarow (1906)
- Französisches Linienschiff Voltaire (1909)
- Britisches Hospitalschiff Salta (1911)
- Britische Kanalfähre Newhaven (1911)
- Französisches Linienschiff Paris (1912)
- Französisches Passagierschiff Patria (1913)
- Französischer Flugzeugträger Béarn (1920)
- Griechisches Segelschulschiff Ares (1927)
- Französische Kanalfähre Côte d'Argent (1932)
- Französisches Passagierschiff El Mansour (1932)
- Französischer Leichter Kreuzer Montcalm (1935)
- Norwegisches Kreuzfahrtschiff Sagafjord (1965)

#### Von CNIM gebaute Schiffe (Auswahl)
- Italienisches Kreuzfahrtschiff Melody (1982)
- Bohrinsel NOBLE Ronald Hoope (1982)

### Panzerbau
Nachfolgend eine Übersicht der bekannten Projekte zum Panzerbau von FCM.
- FCM A
- FCM 1A
- FCM 1B
- FCM 2C
- FCM F1
- FCM F4
- FCM 21
- CHAR D'ARRET
- FCM 36
- FCM 50t